# Andrena zuvandiana
Andrena zuvandiana är en biart som beskrevs av Osytshnjuk 1994. Andrena zuvandiana ingår i släktet sandbin, och familjen grävbin. Inga underarter finns listade i Catalogue of Life.